# Organisme modificat genèticament
Un organisme modificat genèticament (OMG, o GMO de l'anglès genetically modified organism) és aquell que de manera artificial, mitjançant tècniques d'enginyeria genètica ha sofert una transferència o modificació del seu material genètic, amb la qual cosa s'obtenen propietats noves. Es poden inhibir o activar gens de l'organisme o bé introduir-hi nous gens, de la mateixa espècie o d'una altra espècie. Quan la modificació consisteix a incorporar un gen d'una altra espècie s'obté un organisme transgènic. No es considera un organisme modificat genèticament l'obtingut per una clonació si no ha estat objecte de transferència genètica. Els organismes genèticament modificats poden ser formes de vida microbiana (ja siguin virus, bacteris o llevats) vegetals o animals. Les aplicacions dels OMG abasten molts camps de l'activitat humana i especialment la indústria, la medicina, l'agricultura i la ramaderia.

## Història

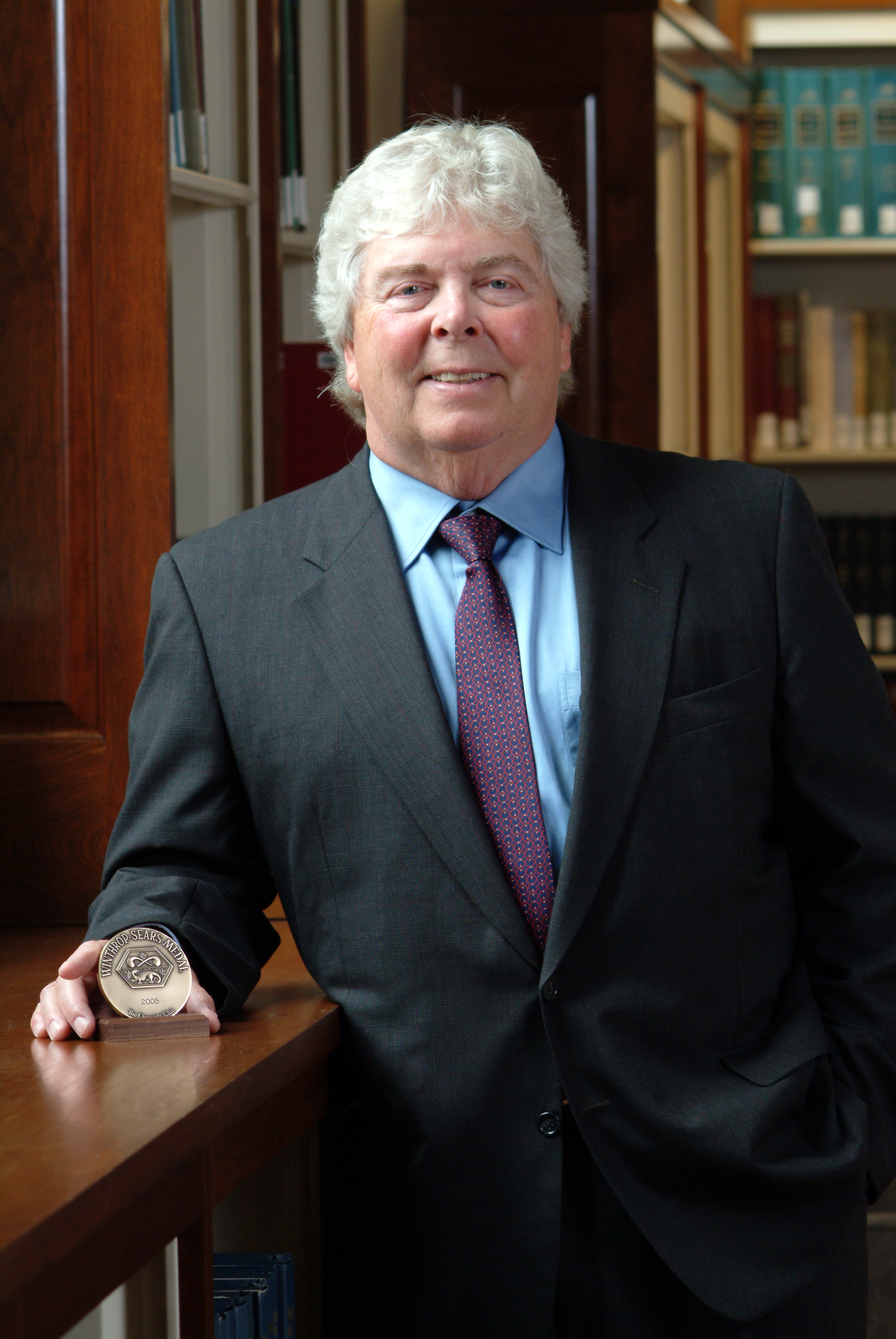
Herbert Boyer (a la foto) i Stanley Cohen van crear el primer organisme modificat genèticament el 1973.

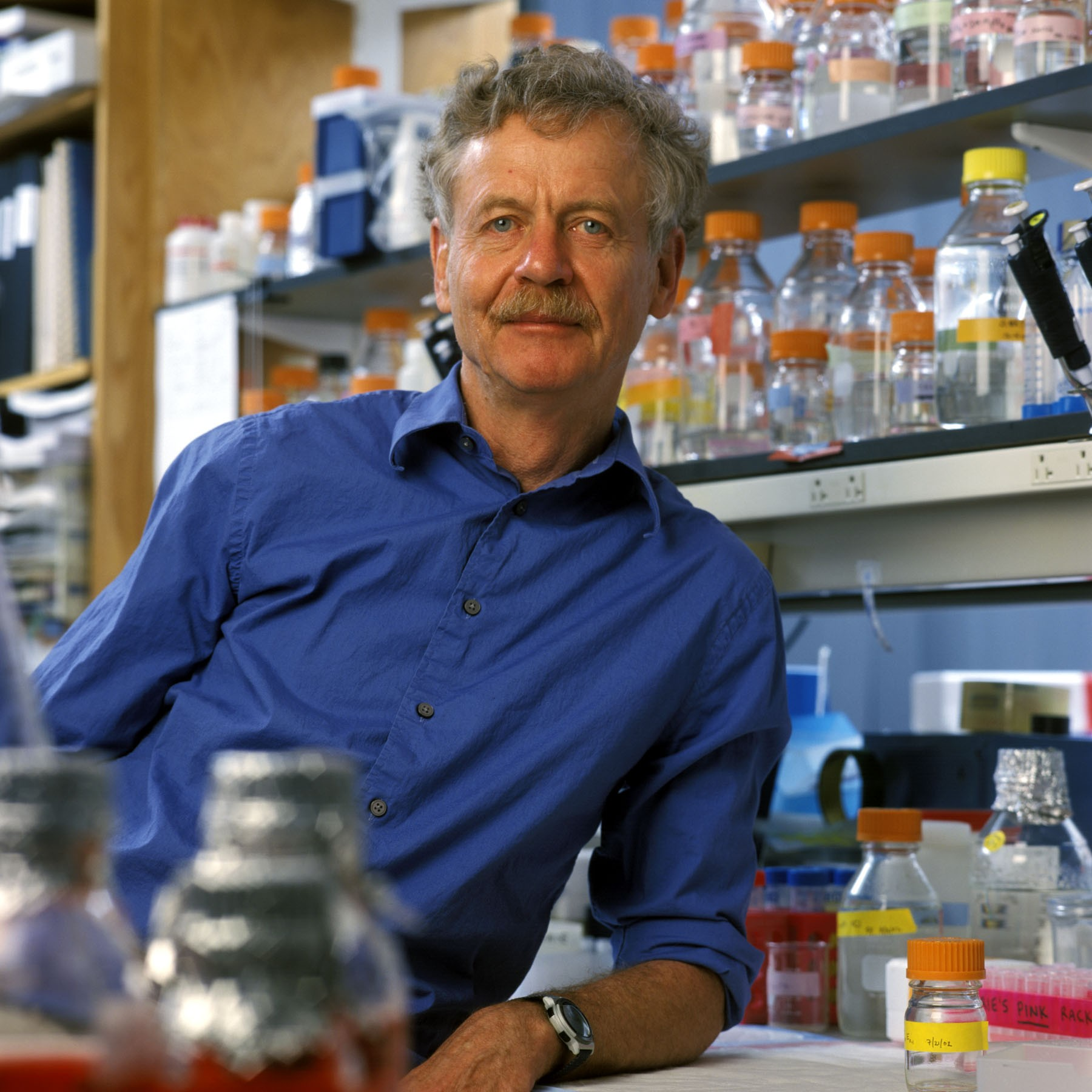
El 1974, Rudolf Jaenisch va crear el primer animal modificat genèticament.

Els humans han domesticat plantes i animals des de l'any 12.000 aC, utilitzant la cria selectiva o la selecció artificial (a diferència de la selecció natural). :25El procés de cria selectiva, en què els organismes amb els caràcters desitjats (i, per tant, amb els gens desitjats) s'utilitzen per criar la següent generació i els organismes que no tenen el tret no es crien, és un precursor del concepte modern de modificació genètica. :1 :1 Diversos avenços en genètica van permetre als humans alterar directament l'ADN i, per tant, els gens dels organismes. El 1972, Paul Berg va crear la primera molècula d'ADN recombinant, l'ADN d'un virus del mico amb el del virus lambda.
Herbert Boyer i Stanley Cohen van crear el primer organisme modificat genèticament el 1973. Van agafar un gen d'un bacteri que proporcionava resistència a l'antibiòtic kanamicina, el van inserir en un plasmidi i després van induir altres bacteris a incorporar el plasmidi. Els bacteris que havien incorporat amb èxit el plasmidi van poder sobreviure en presència de kanamicina. Boyer i Cohen van traslladar altres gens en bacteris. Això va incloure gens del gripau Xenopus laevis el 1974, creant el primer OMG que expressava un gen d'un organisme d'un regne diferent.
El 1974, Rudolf Jaenisch va crear un ratolí transgènic introduint ADN aliè al seu embrió, convertint-lo en el primer animal transgènic del món. Tanmateix, van passar vuit anys més abans que es desenvolupessin ratolins transgènics que transmetessin el transgèn a la seva descendència. El 1984 es van crear ratolins modificats genèticament que portaven oncogens clonats, predisposant-los a desenvolupar càncer. Els ratolins genoanul·lats (en anglès knockout) amb gens eliminats es van crear el 1989. El primer bestiar transgènic es va produir el 1985 i el primer animal que va sintetitzar proteïnes transgèniques a la seva llet van ser els ratolins el 1987. Els ratolins van ser dissenyats per produir un activador de plasminogen de teixit humà, una proteïna que intervé en la descomposició dels coàguls sanguinis.
L'any 1983, Michael W. Bevan, Richard B. Flavell i Mary-Dell Chilton van desenvolupar la primera planta modificada genèticament. Van infectar tabac amb el bacteri Agrobacterium transformat amb un gen de resistència als antibiòtics i mitjançant tècniques de cultiu de teixits van poder fer créixer una nova planta que contenia el gen de resistència. La pistola genètica, que es va inventar el 1987, permetia la transformació de plantes no susceptibles a la infecció per Agrobacterium. L'any 2000, l'arròs daurat enriquit amb vitamina A va ser la primera planta desenvolupada amb un major valor nutricional.
El 1976, Herbert Boyer i Robert Swanson van fundar Genentech, la primera empresa d'enginyeria genètica; un any més tard, l'empresa va produir una proteïna humana (somatostatina) en el bacteri Escherichia coli. Genentech va anunciar la producció d'insulina humana modificada genèticament el 1978. La insulina produïda pels bacteris, amb la marca Humulin, va ser aprovada per a ser alliberada per l'Administració d'Aliments i Fàrmacs, que és una agència estatunidenca, el 1982. L'any 1988 es van produir els primers anticossos humans en plantes. L'any 1987, una soca de Pseudomonas syringae es va convertir en el primer organisme modificat genèticament que es va alliberar al medi ambient quan se'n va ruixar un camp de maduixes i patates a Califòrnia.
El primer cultiu modificat genèticament, una planta de tabac resistent als antibiòtics, es va produir el 1982. La Xina va ser el primer país a comercialitzar plantes transgèniques, introduint un tabac resistent als virus el 1992. El 1994 Calgene va obtenir l'aprovació per llançar comercialment el tomàquet Flavr Savr, el primer aliment modificat genèticament. També l'any 1994, la Unió Europea va aprovar el tabac dissenyat per ser resistent a l'herbicida bromoxynil, convertint-lo en el primer cultiu modificat genèticament comercialitzat a Europa. Una patata resistent als insectes va ser aprovada per al seu llançament als Estats Units el 1995, i el 1996 s'havia concedit l'aprovació per cultivar comercialment vuit cultius transgènics i un cultiu de flors (clavell) en sis països més la Unió Europea.
L'any 2010, els científics de l' Institut J. Craig Venter van anunciar que havien creat el primer genoma bacterià sintètic. La van anomenar Synthia i va ser la primera forma de vida sintètica del món.
El primer animal modificat genèticament que es va comercialitzar va ser el GloFish, un peix zebra amb un gen fluorescent afegit que li permet brillar a la foscor sota llum ultraviolada. Va ser llançat al mercat estatunidenc el 2003. El 2015, el salmó es va convertir en el primer animal modificat genèticament aprovat per a ús alimentari. L'aprovació és per al peix criat a Panamà i venut als Estats Units. El salmó es va transformar amb un gen regulador de l'hormona del creixement d'un salmó reial i un Zoarces americanus, el que li permetia créixer durant tot l'any en lloc de només durant la primavera i l'estiu.

## Aplicacions

### Indústria
Les possibilitats són molt variades: d'una banda es tracta d'obtenir nous productes o amb noves característiques i de l'altra millorar el procés productiu per tal de fer-lo més eficient, menys contaminant i/o a un cost més reduït. La biotecnologia ofereix possibilitats interessants en la producció, per exemple de polímers, productes substitutius del petroli, fabricació de paper, matèries plàstiques biodegradables, etc.

### Salut humana
Es tracta d'una nova forma d'obtenir molècules que pot ser més ràpida, eficaç i econòmica que les tradicionals de síntesi química.
Existeixen algunes malalties com ara la diabetis o la deficiència d'hormona del creixement, que bàsicament consisteixen en la incapacitat del cos per sintetitzar una hormona. Abans el tractament d'aquestes malalties consistia a obtenir una hormona similar dels animals com les vaques i porcs, però en no procedir d'éssers humans era una mica diferent i de vegades provocava al·lèrgies.
Per no tenir problemes i obtenir una hormona de característiques idèntiques a l'hormona humana es va optar per intentar obtenir-la a partir de microorganismes transgènics. Es va localitzar en humans el gen responsable de la síntesi de l'hormona, es va incorporar en un plasmidi, que és una cadena d'ADN circular que no forma part dels cromosomes i que és capaç d'autoreplicar-se, i es va introduir en un microorganisme.
En primer lloc es va fer amb un bacteri, el més utilitzat és Escherichia coli, però no va donar resultat, ja que els bacteris són massa simples per sintetitzar proteïnes humanes. Llavors es va incorporar en un llevat; l'espècie utilitzada fou Saccharomyces cerevisiae, del qual s'obté actualment.
La indústria farmacèutica també fa recerca «pharming» utilitzant organismes modificats genèticament per produir proteïnes terapèutiques. Una altra línia d'investigació és obtenir plantes a les quals s'ha pogut transferir una vacuna i que, un cop ingerida, els antígens passin a una població sencera que quedaria vacunada molt fàcilment.
La modificació directa d'éssers humans amb finalitats terapèutiques, possible en les primeres etapes del procés reproductiu, podria evitar entre altres coses la transmissió de malalties o defectes hereditaris. Actualment aquestes manipulacions no estan permeses en cap legislació.

### Agricultura i ramaderia
L'any 2005 els conreus transgènics ocupaven unes 90 milions d'hectàrees a tot el món, el 70 per cent d'aquesta superfície correspon als Estats Units. Hi havia aleshores unes 30 espècies de plantes transgèniques conreades. Les principals són la soia, el blat de moro, la colza el cacauet, el blat, el cotó el tabac, la patata transgènica i el tomàquet.
La transferència genètica es fa servir, entre altres objectius, per obtenir plantes amb resistència a un determinat herbicida generalment l'anomenat glifosat. Es tracta d'un herbicida no selectiu que mataria la planta cultivada si aquesta no en fos resistent; amb aquesta nova propietat introduïda, eliminar les males herbes és més fàcil.
Un dels problemes amb què es troba l'agricultor quan produeix els seus cultius és la presència de males herbes, que redueix el rendiment i la qualitat dels productes cultivats. Molts dels herbicides que estan al mercat combaten només certs tipus de males herbes i estan aprovats per a ser utilitzats únicament en determinats cultius i en etapes específiques del desenvolupament de les plantes. Els residus d'alguns herbicides romanen al sòl un any o més i els agricultors han d'estar molt atents als antecedents d'aplicacions d'herbicides en un camp quan planegen el que sembraran allà. Els cultius tolerants als herbicides poden resoldre molts d'aquests problemes perquè inclouen transgens que proporcionen tolerància a aquests.
Una altra propietat molt usual és la introducció d'un gen insecticida a la planta conreada que fa que no sigui afectada per plagues d'insectes, com el blat de moro Bt produït per diverses empreses, com per exemple la varietat de blat de moro Bt-176 comercialitzat per Novartis.
A aquest blat de moro bt se li ha incorporat el gen cry IA de l'eubacteri Bacillus thuringiensis subsp. kumamotoensis, el qual produirà al panís la proteïna cry, que té propietats insecticides contra el cuc anomenat Diabrotica spp que ataca l'arrel del panís. Amb aquesta modificació genètica és possible estalviar en insecticides i contaminar menys el medi.
Altres característiques introduïdes permeten lluitar contra les malalties vegetals, millorar la conservació o modificar la forma de la planta, el contingut alimentari en oli, midó, etc.
S'han obtingut plantes tolerants a condicions de baixa pluviometria, resistents a la salinitat del terreny i a altres condicions mediambientals.
En ramaderia la manipulació genètica és més complicada i costosa en els animals però també té moltes possibilitats del tipus de modificació ràpida de la forma i mida dels animals, característiques del pèl, cuir, carn, llet, etc. Com a exemple s'ha aconseguit que una vaca doni llet amb determinats productes no presents en la llet natural.

## Objeccions
D'una banda l'obtenció de productes transgènics ha estat iniciativa de determinades companyies. Per exemple la companyia agroquímica Monsanto Company que va obtenir l'herbicida Roundup a base de glifosat ha impulsat les plantes transgèniques resistents a aquest herbicida per tal que augmenti el seu ús per part dels agricultors.
En general l'opinió pública no confia en els productes transgènics alimentaris perquè ignora quina és la seva composició i no està segura de la innocuïtat del producte.
D'una banda, més de 1700 estudis avalen la seguretat dels transgènics, el març de 2014 es va fer un meta-estudi sobre els 10 últims anys de cultius transgènics i no es va detectar cap perill significatiu.
D'altra banda, també hi ha múltiples estudis que demostren les múltiples mutacions inesperades que presenten els OMG, en revistes com Nature Methods. S'ha de tenir en compte l'enorme pes dels sectors de la indústria financera, energètica, biotecnològica, agroalimentària i farmacèutica sobre els estudis que es realitzen, i sobre les legislacions que controlen aquests OMG, com demostra un estudi de l'observatori d'OMG d'Ecologistes en Acció.
L'agricultura ecològica no utilitza organismes modificats genèticament; al contrari, intenta recuperar i fer servir les varietats tradicionals. Així i tot, els lobbies biotecnològics estan fent pressió per a desregular diverses tècniques de modificació genètica com si no fossin tal cosa, el que permetria introduir al mercat ecològic els OMG.

## Legislació europea
La UE ha autoritzat la utilització de 26 espècies transgèniques en alimentació, algunes de les quals només permet la seva utilització com a ingredient però en prohibeix el cultiu.